# Diocesi di Blera

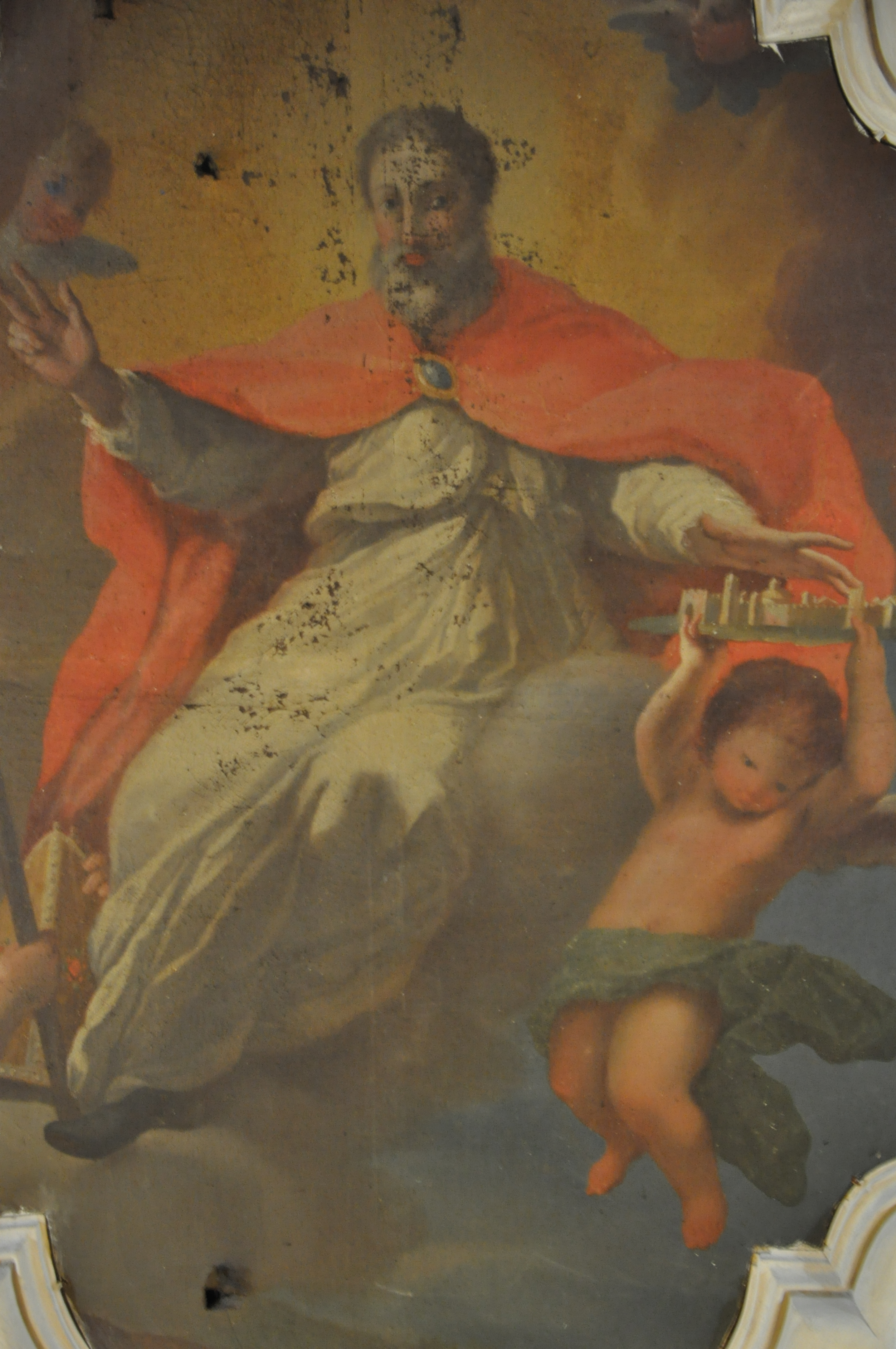
San Vivenzio, dipinto del Seicento, nella cripta della chiesa Santa Maria Assunta e San Vivenzio di Blera.

La diocesi di Blera (in latino Dioecesis Blerana) è una sede soppressa e sede titolare della Chiesa cattolica.

## Storia
Incerte sono le origini della diocesi di Blera o Bieda nella Tuscia viterbese. Le memorie locali ricordano come primo vescovo della città e suo patrono, san Vivenzio, il cui episcopato è tradizionalmente collocato fra il 457 e il 487.
Un altro santo è annoverato nella storia di Blera, san Sensio (chiamato anche Sensia o Senzia), eremita e martire, secondo patrono della città, ricordato nel martirologio romano il 25 maggio. La sua chiesa, in civitate Blerana, venne arricchita da papa Leone IV verso la metà del IX secolo; la stessa chiesa è menzionata anche nel Liber Censuum.
Secondo il Liber pontificalis, Blera fu la patria d'origine di papa Sabiniano, che pontificò dal 604 al 606.
L'esistenza della diocesi è documentata con certezza sul finire del V secolo con il vescovo Massimo, storicamente documentato in diverse occasioni. Nel 487 prese parte al concilio lateranense indetto da papa Felice III per discutere della disciplina da adottare nei confronti dei vescovi e del clero africani che, a causa delle persecuzioni di Unnerico, avevano abiurato la fede cattolica. Il suo nome è associato a una decretale dello stesso papa dell'anno successivo, in cui vengono affrontati i casi dei cristiani che hanno ricevuto dagli ariani un secondo battesimo. Massimo prese poi parte ai tre concili romani indetti nel 499, nel 501 e nel 502 all'epoca dello scisma della Chiesa romana a causa dell'elezione di due pontefici, Simmaco e Laurenzio; nel 502 intervenne per difendere le tesi del pontefice nella difesa dei beni della Chiesa. Deve essere identificato con il nostro vescovo, il Massimo menzionato in una lettera di papa Gelasio I (492-496), ma senza indicazione della sede di appartenenza.
Incerta è l'attribuzione a Blera del successivo vescovo, Romano, che nel 595 prese parte al concilio romano indetto da Gregorio Magno e dove furono promulgati sei decreti circa l'organizzazione e la vita interna della Chiesa romana. Infatti, le diverse lezioni riportate dai manoscritti, Blentanae o Bleranae, hanno portato alcuni storici ad attribuire Romano alla diocesi di Blanda in Calabria; tuttavia, come afferma Pietri, la sede di Blanda era vacante nel 592 e ad eccezione dei vescovi di Taormina, Sorrento, Napoli e Ravenna, gli altri vescovi che presero parte al concilio del 595 provenivano tutti dall'Italia centrale.
Nel VII secolo abbiamo altri due vescovi di Blera, Formino e Amatore, che parteciparono ai concili romani del 649 e del 680 dove fu condannata l'eresia monotelita. Nell'VIII e IX secolo si conoscono cinque vescovi di Blera, Giovanni, Gaudioso, Passivo, Andrea e Bonifacio, noti per la loro partecipazione a concili romani indetti dai pontefici. Anche il vescovo Sicco nel X secolo partecipò ai sinodi pontifici del 963 e del 969; inoltre Sicco fu datario durante il pontificato di papa Giovanni XIII.
Sul finire dell'XI secolo le diocesi di Blera e di Centocelle furono soppresse ed unite a quella di Tuscania. L'ultimo vescovo che portò ancora il titolo di Blera fu Riccardo, menzionato nel 1093, il cui nome, scolpito nella chiesa di san Pietro a Tuscania, recita: Richardus, praesul Tuscanus, Centumcellicus atque Bledanus.
Dal 1970 Blera è annoverata tra le sedi vescovili titolari della Chiesa cattolica; dall'8 febbraio 2001 l'arcivescovo, titolo personale, titolare è Henryk Józef Nowacki, nunzio apostolico.

## Cronotassi

### Vescovi
- San Vivenzio †
- Massimo † (prima del 487 - dopo il 502)
- Romano † (menzionato nel 595)[7]
- Firmino † (menzionato nel 649)
- Amatore † (menzionato nel 680)
- Giovanni I † (menzionato nel 721)
- Gaudioso † (menzionato nel 743)[8]
- Passivo † (menzionato nell'826)
- Andrea † (menzionato nell'853)
- Bonifacio † (prima dell'861 - dopo l'879)
- Sico (Sicone) † (prima del 963 - dopo il 969)[6]
- Giovanni II † (prima del 1024 - dopo il 1026)[6][9]
- Benedetto di Bleda † (menzionato nell'aprile 1048)[6]
- Ingelberto † (prima di aprile 1051 - dopo agosto 1067 ?[10])[6]
- Giselberto † (menzionato nel 1080)
- Riccardo † (menzionato nel 1093)[6]

### Vescovi titolari
- Lawrence Alexander Glenn † (24 luglio 1970 - 31 dicembre 1970 ritirato)
- William Robert Johnson † (19 febbraio 1971 - 24 marzo 1976 nominato vescovo di Orange in California)
- Robert Francis Garner † (3 maggio 1976 - 25 dicembre 2000 deceduto)
- Henryk Józef Nowacki, dall'8 febbraio 2001